# Mort de saint Bruno le 6 octobre 1101
 (avril 2010).
 (avril 2010).
Mort de saint Bruno le 6 octobre 1101 est une huile sur toile peinte par Eustache Le Sueur entre 1645 et 1648.
Ce tableau fait partie d'un cycle de 22 œuvres montrant divers épisodes de la vie du saint. Il est le 21e et avant-dernier de la série. Ceux-ci devaient orner le petit cloître du couvent des Chartreux de Paris (Chartreuse de Paris). Accompagnés de cartouches en vers latins expliquant leurs sujets, ils étaient placés sur les parois du cloître. Cet ensemble fut offert par les Chartreux au roi Louis XVI, en 1776. Il est conservé à Paris, au musée du Louvre.

## Historique

### Eustache Le Sueur
Eustache Le Sueur, est né à Paris le 19 novembre 1616, et mort dans la même ville le 30 avril 1655 à l'âge de 38 ans. Son père était un sculpteur sans grand succès. Ne pouvant servir de guide à son fils talentueux, il le confia au premier peintre du Roi, Simon Vouet, qui consentit à recevoir le jeune Le Sueur dans son école. Il est alors très influencé par le style de Nicolas Poussin. Cependant, lors de la réalisation de la commande des Chartreux, ils sont séparés depuis trois ans et Le Sueur commence à affirmer son style.
Il commence sa carrière avec la création de frontispices (page d'en-tête de livre) pour illustrer des thèses et des livres religieux. C'est justement sa foi et ses habitudes de piété qui l’avaient depuis assez longtemps mis en rapport avec le prieur des Chartreux de Paris.

#### Influence de l'œuvre
La Vie de saint Bruno est sa première commande d'importance et lance sa carrière. À partir de ce moment, le simple illustrateur est reconnu en tant que peintre. Il devient par la suite membre fondateur de l'Académie royale de peinture.

### Historique de l'œuvre

#### Commande
Le prieur des Chartreux de Paris faisait restaurer le petit cloître du couvent dont les fresques, restaurées en 1508, datent de 1350. Les nouvelles réparations exigeaient soit qu’on blanchisse les murailles soit qu’on les peigne de nouveau et ce fut à Le Sueur qu’on en confia le soin. Malgré le salaire dérisoire, Le Sueur, alors âgé de 28 ans, accepte la tâche.
Les frères étaient impatients de jouir de leur cloître ; il fallut aller vite et obéir. Dès 1647, les tableaux avaient reçu leur dernière touche, et au début de l'année 1648, c’est–à-dire en moins de trois ans, ils étaient complètement terminés. Il est vrai que Le Sueur s’était fait aider par ses frères Pierre, Philippe et Antoine, et son beau-frère Goussé. Mais il avait tout composé, tout dessiné, et plusieurs panneaux avaient même été entièrement couverts de sa main.

#### Conservation
Certaines peintures de la série ont été profanées. En mettant sous clé leurs tableaux et en les privant d’air, les œuvres se sont également dégradées. D'autres altérations de l'œuvre ont eu lieu lors de la mise sur toile et des restaurations durant le transfert dans les collections royales en 1776.

## Analyse

### Iconographie

#### Description générale
La peintre nous présente ici la mort de saint Bruno dans son habit de chartreux. La scène se situe dans une pièce sommaire, sombre, éclairée à la lueur d'une grande bougie posée aux pieds de saint Bruno. Celui-ci repose sur un lit sommaire et légèrement de travers au centre du tableau. Les mains du défunt, au teint très pâle, ont été jointes et reposent sur son ventre. Il est entouré de Chartreux, le premier semble en prière. Le deuxième est prostré au sol par la douleur. Trois autres Chartreux sont à ses pieds en train de prier. Au fond, quatre frères, debout et en deuil, se recueillent. L'un d'eux porte un crucifix dans la main droite, l'un des attributs de saint Bruno.  Chacun des religieux qui entourent le mourant exprime sa peine à sa manière.

#### Saint Bruno et les Chartreux
La scène de la toile se situe le 6 mars 1101, en Calabre, au monastère de Santo Stefano del Bosco. Bruno le Chartreux vient de mourir. Il s'était retiré dans ce monastère, qu'il avait créé neuf ans auparavant, avec son bras droit Lanuin. 
Bien qu'appelé saint Bruno, il ne fut en réalité jamais canonisé. Il vécut au XIe siècle et est le fondateur de l'ordre des Chartreux, connu pour sa règle imposant le silence. 
Saint Bruno est représenté dans le vêtement blanc des Chartreux, les bras sur la poitrine. Ses attributs sont le crucifix et le crâne (visible sur le tableau).

### Plastique

#### Une composition originale
Cette scène de recueillement est soulignée par le calme et la piété des moines. La pièce sombre est éclairée par une simple bougie qui se réfléchit sur les habits blancs des Chartreux et apporte de la douceur. Cela crée des teintes chaudes en contraste avec la figure froide de Bruno. La scène n'est pas perturbée par des mouvements brusques, à l'exception de la posture du porteur de crucifix. La scène est centrée sur le lit du défunt. Le cadrage, relativement serré, tronque légèrement les personnages de droite. Le personnage prostré nous permet de voir Bruno couché, tout en occupant le premier plan. Tous les personnages sont tournés vers Bruno (sauf le porteur de crucifix). Bruno est mis en valeur. L'homme qui porte le crucifix se démarque lui aussi. Le spectateur est à la fois proche mais aussi exclu du tableau (puisque personne ne le regarde).

#### Le dessin
On note les détails importants de la gestuelle (le moine prostré), de la physionomie (le personnage debout à droite), et de la qualité du dessin des habits en général. Le Sueur avait eu l'idée de faire poser quelques frères. Malheureusement, par manque de temps, il ne put le faire pour représenter tous ses personnages. On peut noter les doigts qui semblent bien longs (personnage agenouillé de face).

#### Climat créé
C'est un sentiment tragique qui ressort de ce tableau. Ludovic Vitet a publié un article consacré à Eustache Le Sueur dans la Revue des deux Mondes en 1841, où il écrit : « La mort du saint, cette scène religieusement tragique si fortement conçue, si mystérieusement exprimée : en dépit des dégradations et des restaurations, ce soit là autant de chefs-d’œuvre d’expression qui, tant qu’il en restera vestige, feront les délices de toute âme sensible à la poésie de la peinture. »

#### Une ébauche?
Le Sueur allait au-devant de la critique, en disant sans cesse, même à ceux qui le félicitaient, qu’il n’avait fait que des ébauches. En effet il sentait les imperfections de son ouvrage, certaines erreurs dues à la rapidité d'exécution qui lui est demandée. Cependant, cette toile est le chef-d'œuvre de la collection, l'œuvre la plus travaillée, Le Sueur s'est surpassé ici, par la beauté des habits, et le réalisme des expressions.